# Pont Van Stadens
Le pont Van Stadens est un pont de béton en forme d'arc qui enjambe la rivière Van Stadens au Van Stadens Pass, dans la province du Cap-Oriental en Afrique du Sud. Il fait partie de la route nationale N2.

## Le «pont des suicides»
Le pont Van Stadens fut inauguré le 11 novembre 1971. Douze jours plus tard, seulement, un homme d’Uitenhage s'y donna la mort en se jetant dans le vide, sa réputation de « pont de la mort » grandit à partir de là. En août 2005, un système de vidéosurveillance de près d'1 million de dollars, financé par des donateurs privés, fut installé. Un journaliste du Gauteng, Franz Kemp, leva des fonds après que sa fille Inge eut sauté du pont en 2003.
La police de Thornhill, qui dispose d’une équipe de conseillers spécialisés pour les proches endeuillés par ces suicides, a récupéré les corps écrasés d’une petite fille, d’un garçon plus âgé et d’un homme sur qui ils ont trouvé une lettre de suicide. Ils croient, d’après la note du suicide, que les trois personnes sont mortes peu après le 31 octobre 2008. Rassemblant les éléments qui ont pu mener à la tragédie, la police en est venue à la conclusion que l’homme avait dû jeter les deux enfants par-dessus bord avant de sauter lui-même. Les corps n’ont pas été retrouvés en un seul endroit, ce qui suggère qu’un des enfants aurait pu paniquer et tenter de fuir après que la première victime est passée par-dessus bord.
En 2013 un garde-corps en grillage de 2,7 mètres de haut a été installé pour dissuader les candidats au suicide.